# 马蒂尼 (芒什省)
马蒂尼（法語：Martigny，法語發音：[maʁtiɲi]）是法国芒什省的一个旧市镇，属于阿夫朗什区。2016年，马蒂尼与临近的3个市镇合并为新市镇格朗帕里尼。

## 地理
马蒂尼（48°36'52"N, 1°6'19"W）面积8.89 平方千米，位于法国诺曼底大区芒什省，该省份为法国西北部沿海省份，西、北、东北三面环大西洋，东起顺时针与卡爾瓦多斯省、奧恩省、马耶讷省和伊勒-维莱讷省接壤。
与马蒂尼接壤的市镇（或旧市镇、城区）包括：谢夫勒维尔、伊西尼-勒比阿、勒梅尼拉尔、格朗帕里尼、维雷、帕里尼。

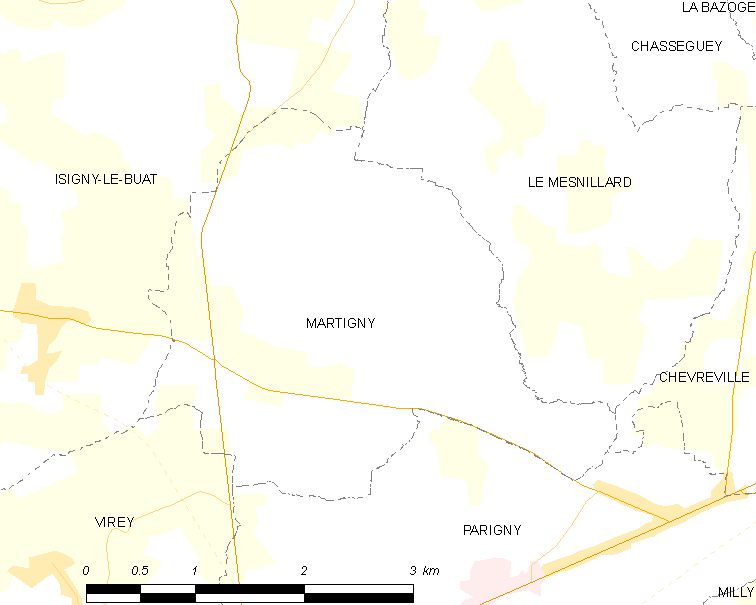
的OSM定位图

马蒂尼的时区为UTC+01:00、UTC+02:00（夏令时）。

## 行政
马蒂尼的邮政编码为50600，INSEE市镇编码为50293。

## 政治
马蒂尼所属的省级选区为圣伊莱尔迪阿库埃县。

## 人口

1962-2008年间人口变化图示

马蒂尼于2018年1月1日时的人口数量为278人。